# Pieter Schrijvers
Pieter Schrijvers, també anomenat Piet Schrijvers, (Jutphaas, 15 de desembre de 1946) és un futbolista i entrenador de futbol neerlandès retirat.
Jugava a la posició de porter. Fou internacional amb la selecció neerlandesa a la dècada dels 70 i començaments dels 80. En total fou 46 cops internacional. Disputà els Mundials de 1974 i 1978.
Pel que fa a clubs, defensà els colors de DWS Amsterdam, FC Twente (1967-1974), Ajax Amsterdam (1974-1983), i FC Zwolle (1983-1985). Guanyà la lliga neerlandesa cinc cops amb l'Ajax. Durant l'estada a aquest club va rebre l'apel·latiu de De Beer van De Meer (L'os de De Meer).